# Night of the Proms
"Night of the Proms" es una serie de conciertos que se celebran cada año en Bélgica, los Países Bajos, Alemania, Dinamarca y Polonia. Regularmente también hay conciertos en Francia, España, Austria, Suiza y Luxemburgo. Los conciertos consisten en una combinación de la música pop y la música popular clásica (a menudo combinados) y varios conocidos músicos y grupos en general participan (véase más adelante).
"Night of the Proms" es el mayor evento anual organizado indoor en Europa. [Cita requerida]
No se debe confundir con la Last Night of the Proms, que es el último concierto de los Proms de la BBC, una serie de conciertos setenta clásico tan celebrado anualmente en el Royal Albert Hall de Londres.

## Historia
"Night of the Proms" fue creado por dos estudiantes belgas, Jan Vereecke y Jan Van Esbroeck en 1985. La primera NOTP tuvo lugar en el Sportpaleis Antwerp en Bélgica, el 19 de octubre de 1985. Hoy en día, el evento es organizado por PSE Bélgica (Promoción de Eventos Especiales), sigue en manos de Jan Vereecke y Jan Van Esbroeck. Para los conciertos fuera de los países del Benelux, PSE colabora con los promotores locales (Dirk Hohmeyer en Alemania, Niels Estrup en los países escandinavos, etc.)
En Alemania, el evento se llama "The Night of the Proms AIDA", AIDA siendo el patrocinador principal. AIDA reemplazó a Nokia, que fue el patrocinador del nombre durante 15 años (1996-2010).

## Músicos
Los músicos que han participado en La Noche de los Proms:
- Orquesta: Il Novecento (desde 1991)
- Director: Robert Groslot (desde 1991)
- Coro: Fine Fleur (desde 1995, a excepción de 2008), Harlem Gospel Choir (2008)

| - 10CC (2008) - Abel (2000) - Ace of Base (2005) - Gloria Estefan (2013) - Oleta Adams (1996) - Adiemus (Karl Jenkins) (2001) - Laith Al-Deen (2001 & 2007) - Alphaville (2002) - Anggun (2006) - Ole Edvard Antonsen (1998) - Tina Arena (2006) - Chimène Badi (2005) - Manuel Barrueco (1994) - Emily Bear (2017) - Petra Berger (2002) - Björn Again (1994) - Daniël Blumenthal (1991) - Colin Blunstone (1993) - James Blunt (2011) - Andrea Bocelli (1995) - Frank Boeijen (1993 & 2005) - Marco Borsato (2001, 2002 & 2003) - Boy George (2010) - Angelo Branduardi (1986) - Gary Brooker (Procol Harum) (1993) - James Brown (2004) - Belinda Carlisle (1994) - Paul Carrack (2007) - Rosa Cedron (2007) - Peter Cetera 2017 - Melanie Chisholm 2017 - Chic (Nile Rodgers) (2007 & 2009) - Chico and the Gypsies (2005, 2006 & 2007) - Natalie Choquette (1999 & 2004) - City to City (1999) - Clouseau (1995, 1999, 2000, 2002, 2003 & 2004) - Joe Cocker (1992, 1996 & 2004) - Coolio (2000) - Beverley Craven (1991) - Randy Crawford (1991 & 2003) - Kid Creole & the Coconuts (2007 & 2010) - Cutting Crew (Nick Van Eede) (2002) - Nicole Croisille (1990) - Christopher Cross (1992) - Roger Daltrey (The Who) (2005) - Damian Draghici (2004 & 2005) - Kiki Dee (2002) - De Kast (1999) - Ilse DeLange (2003) - Michel Delpech (2003) - Sharon Den Adel (Within Temptation) (2009) - Dennis DeYoung (Styx) (2008) - Chris De Burgh (2001) - Boudewijn de Groot (1995) - Rob de Nijs (2001 & 2002) - Luc De Vos (Gorki) (2005) - Di-Rect (2007) - Die Prinzen (1996) - Div4s (2010 & 2011) - DJ Bobo (2004) - William Dunker (2008) - Emilia (1999) - En Vogue (2003) - Lara Fabian (2006 & 2007) - Faudel (2006) - Bryan Ferry (Roxy Music) (1995) - Katichiri Feys (2008) - Patrick Fiori (2004) - The Flying Pickets (1990) - John Fogerty (CCR) (2010) | - Foreigner (2002) - Martin Fry (ABC) (2001) - Galileo (2003 & 2008) - Art Garfunkel (Simon & Garfunkel) (1987 & 1989) - David Garrett (2002 & 2003) - Robin Gibb (The Bee Gees) (2008) - Macy Gray (2007) - Robert Groslot (1987) - Tony Hadley (Spandau Ballet) (1996 & 2004) - Steve Harley (Cockney Rebel) (1991) - Deborah Harry (Blondie) (1997) - Barry Hay (Golden Earring) (2010) - Murray Head (2007) - Heaven 17 (2009) - Tom Helsen (2008) - Tony Henry (2006 & 2007) - Roger Hodgson (Supertramp) (1991, 1995 & 2004) - Höhner (1998, only Cologne/Germany) - Mick Hucknall (Simply Red) (2011) - Chrissie Hynde (The Pretenders) (2000) - Igudesman & Joo (2008 & 2009) - I Muvrini (2006 & 2007) - INXS (2003) - Ruth Jaccot (2006) - Al Jarreau (1995) - Jenifer (2006) - Howard Jones (2000) - Grace Jones (2010) - Katona Twins (2009) - Mark King (Level 42) (1998) - Dani Klein (Vaya Con Dios) (1996) - Peter Koelewijn (1998) - De Kreuners (2003) - Roby Lakatos (2007) - Thé Lau (The Scene) (2005) - Cyndi Lauper (2004) - Jo Lemaire (1997) - Gérard Lenorman (2001, 2004 & 2009) - Huey Lewis (2003) - Lichtmond (2010) - Live (2008) - Manfred Mann & Chris Thompson (2005) - Wayne Marshall (1997) - Mimie Mathy (2006) - Michael McDonald (Doobie Brothers) (2002) - Theo Mertens (1986, 1989 & 1992) - Erik Mesie (Toontje Lager) (2008) - Stijn Meuris (1999) - Meat Loaf (2001) - Paul Michiels (1996, 1999; and 2007 as Soulsister with Jan Leyers) - John Miles (since 1985) - Alison Moyet (2009 & 2011) - Münchener Freiheit (1998) - Natalia (2003 & 2005) - Nena (2000) - Vincent Niclo (2006) - Nubya (2005) - Sinéad O'Connor (2008) - Mike Oldfield (2006 & 2007) - Allan Olsen (2011) - OMD (2006, 2008 & 2009) - Florent Pagny (2003) - Alan Parsons (1990, 1997, 2008 & 2009) - Pointer Sisters (2002 & 2004) - Luc Ponet (1993) | - PUR (2007) - Purple Schultz (1999) - Cliff Richard (2010) - Miguel Ríos (2008) - Roxette (2009) - Rose Royce (2001) - Barry Ryan (1993) - Harry Sacksioni (1986) - Kid Safari (1998) - Alessandro Safina (2000) - Safri Duo (2005) - Emma Schmidt (1987) - Seal (2005 & 2011) - Shaggy (2004) - Emma Shapplin (1998) - Charlie Siem (2010) - Simple Minds (1997, 2002, 2008 & 2011) - Soulsister (2007) - Kamiel Spiessens (1996) - Lisa Stansfield (1998) - Status Quo (1999 & 2003) - Jasper Steverlinck (2006) - Al Stewart (1988) - Sting (1993) - Miriam Stockley (2006) - Konstantin Stoianov (1988) - Angie Stone (2011) - Natasha St-Pier (2005) - Christina Sturmer (2009) - Donna Summer (2005 & 2007) - Tears for Fears (2006, 2007 & 2008) - Henk Temming (Het Goede Doel) (1998) - Texas (2006 & 2010) - Toots Thielemans (1985 & 2009) - Ana Torroja (Mecano) (2007) - Total Touch (1997) - Toto (1994, 2003, 2023) - Will Tura (1993 & 2000) - Ike Turner (2006) - Twarres (2002) - Bonnie Tyler (2001 & 2002) - UB40 (2000 & 2006) - Udo (2006) - Midge Ure (Ultravox) (2005, 2008 & 2009) - Liebrecht Vanbeckevoort (2007) - Van Dik Hout (2004) - Raymond van het Groenewoud (1992 & 2000) - Thijs van Leer (Focus) (1985) - Wendy Van Wanten (1998) - Johan Verminnen (1999) - Gunther Verspecht (Stash) (2008) - Roch Voisine (2004) - Laurent Voulzy (2010) - Jennifer Warnes (1992) - Wet Wet Wet (1998) - Benny Wiame (1992) - Kim Wilde (2008, 2010 & 2011) - Christophe Willem (2007) - Cunnie Williams (2003) - Xuefei Yang (2003) - Paul Young (1994 & 1997) - Guo Yue (1996) - Julie Zenatti (2003) - Zucchero (1999, 2004 & 2005) - Anastacia (2006 & 2012) |